# Imperativní norma
Imperativní norma (nutně použitelná) je právní norma, jejíž dodržování je pro stát při ochraně jeho veřejných zájmů (jako např. jeho politického, společenského či hospodářského uspořádání) zásadní do té míry, že se vyžaduje její použití na jakoukoliv situaci, která spadá do její oblasti působnosti. Tedy bez ohledu na právo, které by se jinak použilo podle kolizních norem. Tento pojem najde uplatnění v rámci mezinárodního práva soukromého, kde dochází při řešení sporu u soudu k aplikaci cizího práva. Imperativní normy jsou taková pravidla, na jejichž uplatňování stát trvá bez výhrady i v případě, že se na řešení vztahů uplatní právo jiného státu (obvykle půjde o ustanovení veřejného práva).
Imperativní normy představují prostředek ochrany veřejného pořádku státu. Uplatní se již ve fázi hledání rozhodného práva pro řešení sporu. Odlišným prostředkem ochrany je tzv. výhrada veřejného pořádku. Ta může být na rozdíl od imperativních norem uplatněna po zjištění rozhodného práva, jestliže by výsledek jeho použití byl zjevně neslučitelný s veřejným pořádkem místa soudu (např. by ústil v diskriminaci apod.).